# Das Zeit-Lexikon
Das ZEIT-Lexikon bzw. Die Zeit – Das Lexikon mit dem Besten aus der Zeit in 20 Bänden ist ein mehrbändiges Nachschlagewerk in deutscher Sprache. 

## Zielsetzung
In dem Vorwort der Redaktion zum 1. Band wird die Zielsetzung des Werkes beschrieben:

„Das Wort von der Wissensgesellschaft, in der wir heute leben, provoziert weiterhin unterschiedliche Reaktionen. Den einen klingt es nach Verheißung, andere empfinden es als bedrohlich. Aber was immer die wissensgeprägte Gesellschaft für die Menschen bedeuten mag, wohin sie auch führen wird, ihr Leitspruch ist eindeutig und heißt: Lernen! […] Diesem Verlangen will das »Lexikon der ZEIT« entgegenkommen. Die zwanzig Bände […] stellen ein Experiment dar. Zwei publizistische Kulturen kommen für dieses Projekt zusammen: Bewährte Lexikographie verbindet sich mit […] Journalismus. Das Ergebnis ist eine Kombination von gleichermaßen wissenswerten wie fundierten Fakten und Meinungen, […] Informationen und Interpretationen. […] Die meisten Texte spiegeln den derzeitigen Erkenntnisstand wider, einige sind ZEIT-Geschichte. Gebündelt sollen sie das anbieten, was dieses Lexikon vermitteln möchte: Nicht nur, was wir heute wissen, auch, was wir einmal dachten.“

Diesem Ziel kommt das Werk unter anderem dadurch näher, dass zu den wichtigsten Themen und Personen im Anhang jedes Bandes (ZEIT-Aspekte) Hintergrundberichte der ZEIT präsentiert werden.

## Geschichte und Beschreibung
Das Das ZEIT-Lexikon wurde 2004/2005 vom Zeitverlag in Kooperation mit dem Bibliographischen Institut Mannheim herausgegeben.
Die Gesamtauflage betrug 550.000 Gesamtwerke.
Die Bände 1 bis 16 bilden den lexikalisch aufgebauten Teil des Werkes und erfassen 145.000 Stichwörter mit rund 8.000 Abbildungen, Karten und Tabellen. Diese Bände wurden um ein dreibändiges Wörterbuch (Bände 17 bis 19) mit etwa 250.000 Wörtern sowie einen Zitateband (Band 20) mit etwa 5.000 Zitaten und Redewendungen ergänzt. Es wurde von November 2004 bis März 2005 jede Woche ein Band für 14,90 Euro im Handel und Direktvertrieb veröffentlicht; die Gesamtreihe kostete 245 Euro.

## Bibliographische Angaben
- Die Zeit – Das Lexikon mit dem Besten aus der Zeit in 20 Bänden. Zeitverlag, Hamburg 2005, ISBN 978-3-411-17560-4.
  - Band 1: A – Bar. Zeitverlag, Hamburg 2005, ISBN 978-3-411-17561-1.
  - Band 2: Bas – Chaq. Zeitverlag, Hamburg 2005, ISBN 978-3-411-17562-8.
  - Band 3: Char – Dur. Zeitverlag, Hamburg 2005, ISBN 978-3-411-17563-5.
  - Band 4: Dus – Flud. Zeitverlag, Hamburg 2005, ISBN 978-3-411-17564-2.
  - Band 5: Flue – Gram. Zeitverlag, Hamburg 2005, ISBN 978-3-411-17565-9.
  - Band 6: Gran – Impe. Zeitverlag, Hamburg 2005, ISBN 978-3-411-17566-6.
  - Band 7: Impf – Kiq. Zeitverlag, Hamburg 2005, ISBN 978-3-411-17567-3.
  - Band 8: Kir – Leul. Zeitverlag, Hamburg 2005, ISBN 978-3-411-17568-0.
  - Band 9: Leum – Mits. Zeitverlag, Hamburg 2005, ISBN 978-3-411-17569-7.
  - Band 10: Mitt – Ord. Zeitverlag, Hamburg 2005, ISBN 978-3-411-17570-3.
  - Band 11: Ore – Pux. Zeitverlag, Hamburg 2005, ISBN 978-3-411-17571-0.
  - Band 12: Puy – Scg. Zeitverlag, Hamburg 2005, ISBN 978-3-411-17572-7.
  - Band 13: Sch – Spem. Zeitverlag, Hamburg 2005, ISBN 978-3-411-17573-4.
  - Band 14: Spen – Toro. Zeitverlag, Hamburg 2005, ISBN 978-3-411-17574-1.
  - Band 15: Torp – Wahm. Zeitverlag, Hamburg 2005, ISBN 978-3-411-17575-8.
  - Band 16: Wahn – Zz. Zeitverlag, Hamburg 2005, ISBN 978-3-411-17576-5.
  - Band 17: Deutsches Wörterbuch. A – Glaz. Zeitverlag, Hamburg 2005, ISBN 978-3-411-17577-2.
  - Band 18: Deutsches Wörterbuch. Glei – Rass. Zeitverlag, Hamburg 2005, ISBN 978-3-411-17578-9.
  - Band 19: Deutsches Wörterbuch. Rast – Z. Zeitverlag, Hamburg 2005, ISBN 978-3-411-17579-6.
  - Band 20: Zitate und Redewendungen. A – Z. Zeitverlag, Hamburg 2005, ISBN 978-3-411-17580-2.